# Ebelingia spirala
Espèce
Ebelingia spirala est une espèce d'araignées aranéomorphes de la famille des Thomisidae.

## Distribution
Cette espèce est endémique du Gansu en Chine,. Elle se rencontre dans de district de Maiji et les xians de Qingshui et de Hui.

## Description
Le mâle holotype mesure 2,88 mm et la femelle paratype 4,38 mm.

## Systématique et taxinomie
Cette espèce a été décrite par Zhang et Zhang en 2023.

## Publication originale
- Zhang & Zhang, 2023 : « Two new species of crab spiders from Xiaolong Mountains in Gansu Province, China (Araneae, Thomisidae). » ZooKeys, vol. 1160, p. 75-87 (texte intégral).